# Heritage Hills (Nova York)
Heritage Hills és una concentració de població designada pel cens dels Estats Units a l'estat de Nova York. Segons el cens del 2000 tenia 3.683 habitants.

## Demografia
Segons el cens del 2000, Heritage Hills tenia 3.683 habitants, 2.119 habitatges, i 1.146 famílies. La densitat de població era de 615,6 habitants per km².
Dels 2.119 habitatges en un 5,1% hi vivien nens de menys de 18 anys, en un 49,6% hi vivien parelles casades, en un 3,6% dones solteres, i en un 45,9% no eren unitats familiars. En el 43% dels habitatges hi vivien persones soles el 30% de les quals corresponia a persones de 65 anys o més que vivien soles. El nombre mitjà de persones vivint en cada habitatge era d'1,72 i el nombre mitjà de persones que vivien en cada família era de 2,25.
Per edats la població es repartia de la següent manera: un 5,3% tenia menys de 18 anys, un 1,3% entre 18 i 24, un 11,7% entre 25 i 44, un 27,1% de 45 a 60 i un 54,7% 65 anys o més.
L'edat mediana era de 67 anys. Per cada 100 dones de 18 o més anys hi havia 67,9 homes.
La renda mediana per habitatge era de 63.450 $ i la renda mediana per família de 90.904 $. Els homes tenien una renda mediana de 89.866 $ mentre que les dones 48.598 $. La renda per capita de la població era de 46.523 $. Entorn del 0,6% de les famílies i el 3,3% de la població estaven per davall del llindar de pobresa.